# Parkia panurensis
Parkia panurensis là một loài thực vật có hoa trong họ Đậu. Loài này được H.C.Hopkins miêu tả khoa học đầu tiên.